# Quarentena na Itália em 2020
Em 9 de março de 2020, o governo da Itália, sob o primeiro-ministro Giuseppe Conte, impôs uma quarentena nacional, restringindo o movimento da população, exceto pelas necessidades, trabalho e condições de saúde, em resposta à crescente pandemia de COVID-19 no país. Isso se seguiu a uma quarentena anterior, anunciada em 8 de março de 2020, que afetou dezesseis milhões de pessoas e incluiu a região da Lombardia e catorze províncias vizinhas em Piemonte, Vêneto, Emília-Romanha e Marcas, e ainda nos dias anteriores onde houve uma quarentena em menor escala de onze municípios da província de Lodi, que havia começado no final de fevereiro.

## Contexto
Após a pandemia de COVID-19, que começou em Wuhan, Hubei, China, a Itália primeiramente confirmou casos da doença em 30 de janeiro de 2020, quando detectou o vírus em dois turistas chineses que visitavam a Itália. Um terceiro caso foi confirmado em 7 de fevereiro, sendo um paciente italiano evacuado de Wuhan. O número de casos confirmados aumentou em 21 de fevereiro, quando dezesseis pessoas na Lombardia e Veneto foram confirmadas como infectadas. Após as duas primeiras mortes de pessoas com o vírus, várias cidades da Lombardia foram colocadas em quarentena devido ao grande número de pacientes infectados na região.

## Quarentena

### Inicial

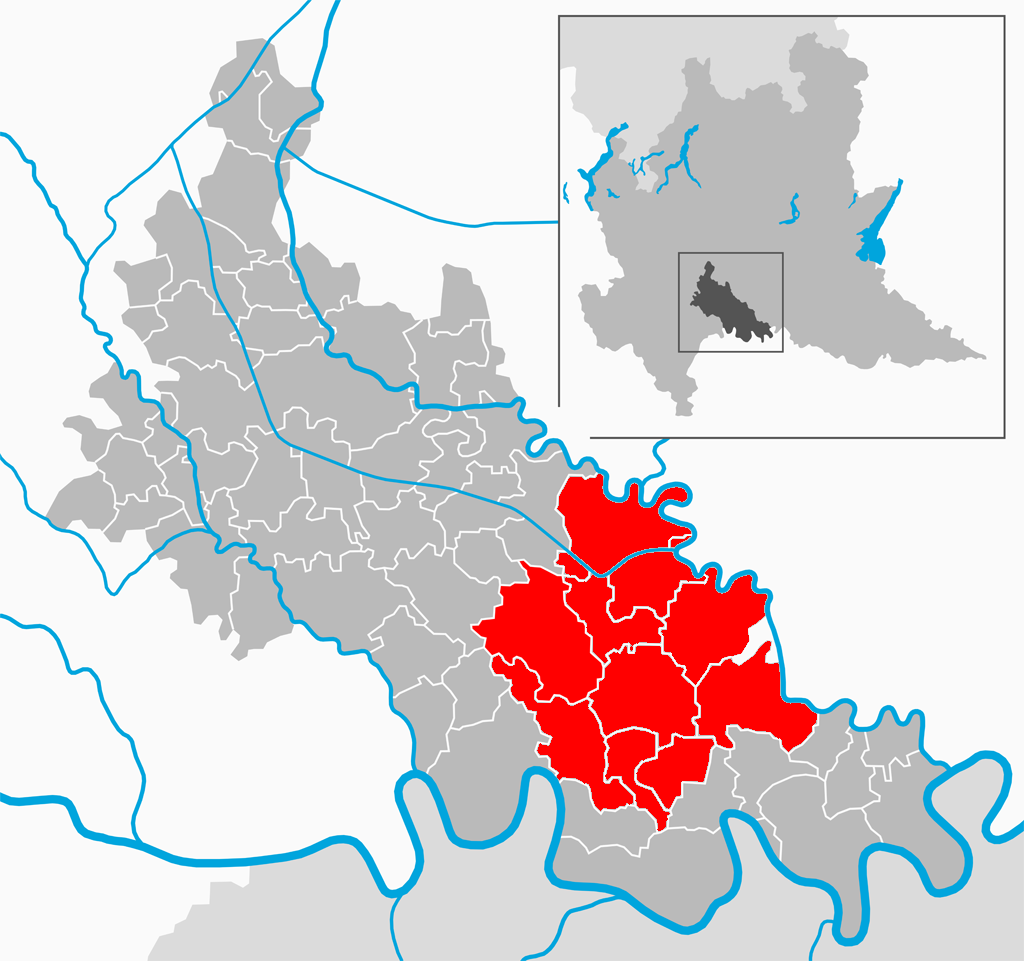
Mapa da província de Lodi mostrando municípios em quarentena antes da expansão da zona

As primeiras quarentenas começaram por volta de 21 de fevereiro de 2020, cobrindo onze municípios da província de Lodi e afetando cerca de 50 000 pessoas. O epicentro era a cidade de Codogno (população de 16 000), com carros da polícia bloqueando estradas que levavam às áreas em quarentena e barreiras erguidas nas estradas. A "zona vermelha" (zona rossa) em quarentena foi inicialmente aplicada pela polícia e pelos carabinieri e, em 27 de fevereiro, foi relatado que 400 policiais o estavam aplicando com 35 postos de controle. A quarentena inicialmente deveria durar até 6 de março. Embora os residentes pudessem deixar suas casas e os suprimentos, como alimentos e remédios, pudessem entrar, eles não deveriam ir à escola ou a seus locais de trabalho, e reuniões públicas eram proibidas. Os serviços de trem também foram cancelados na

### Expansão

Áreas colocadas em quarentena em 8 de março de 2020

Em 8 de março de 2020, o primeiro-ministro italiano, Giuseppe Conte, anunciou a expansão da zona de quarentena para cobrir grande parte do norte da Itália, afetando mais de dezesseis milhões de pessoas, restringindo viagens de, para ou dentro das áreas afetadas, proibindo funerais e eventos culturais, e exigir que as pessoas mantenham pelo menos um metro de distância umas das outras em locais públicos, como restaurantes, igrejas e supermercados. Mais tarde, Conte esclareceu em uma entrevista coletiva que o decreto não era uma "proibição absoluta" e que as pessoas ainda poderiam usar trens e aviões de e para a região por "necessidades comprovadas de trabalho, emergências ou razões de saúde". Além disso, turistas de fora ainda tinham permissão para deixar a área.
Foi permitido abrir restaurantes e cafés, mas as operações foram limitadas entre as 6:00 h e as 18:00 h, enquanto muitos outros locais públicos, como academias, boates, museus e piscinas, foram completamente fechados. As empresas foram ordenadas a implementar "processos de trabalho inteligentes" para permitir que seus funcionários trabalhassem em casa. O decreto, em vigor até 3 de abril, cancelou adicionalmente qualquer licença para trabalhadores médicos e permitiu ao governo impor multas ou até três meses de prisão para as pessoas pegas saindo ou entrando na zona afetada sem permissão. O decreto também implementou restrições a reuniões públicas em outras partes da Itália. Com este decreto, a "Zona Vermelha" inicial também foi abolida (embora os municípios ainda estivessem dentro da área em quarentena).
As medidas de quarentena implementadas pela Itália foram consideradas as medidas mais radicais implementadas contra a pandemia, fora das medidas de quarentena implementadas na China. Na época do decreto, mais de 5 800 casos de coronavírus haviam sido confirmados na Itália, com 233 mortos. Uma minuta do decreto vazou para a mídia na noite de sábado antes de entrar em vigor e foi publicada pelo Corriere della Sera, resultando em pânico nas áreas em quarentena e provocando reações de políticos da região. O La Repubblica informou que centenas de pessoas em Milão correram para deixar a cidade nos últimos trens na noite de sábado, como parte de uma corrida em geral para deixar a zona vermelha. No entanto, poucas horas após a assinatura do decreto, os meios de comunicação informaram que relativamente pouco havia mudado, com trens e aviões ainda operando para e da região e restaurantes e cafés operando normalmente. A BBC informou que alguns voos para Milão continuaram em 8 de março, apesar de vários terem sido cancelados. Novas diretrizes para o coronavírus haviam atribuído a responsabilidade de decidir se suspenderiam os voos para os judiciários locais.

### Expansão nacional
Na noite de 9 de março de 2020, as medidas de quarentena foram expandidas para todo o país, entrando em vigor no dia seguinte. Em um discurso televisionado, Conte explicou que as mudanças restringiriam as viagens às necessárias para emergências profissionais e familiares, e todos os eventos esportivos seriam cancelados. A Itália foi o primeiro país a implementar uma quarentena nacional como resultado da pandemia de coronavírus em 2020.

## Impacto na economia
O chefe do escritório do The New York Times em Roma, Jason Horowitz, referiu-se a quarentena ampliada como "sacrificando a economia italiana a curto prazo para salvá-la da devastação do vírus a longo prazo", com Milão considerando a capital econômica do país, enquanto Veneza era uma dos seus destinos turísticos mais importantes. Somente as regiões da Lombardia e Veneto produziram um terço do produto interno bruto italiano.
Antes da expansão da quarentena, a economia italiana já estava prevista para entrar em recessão devido ao impacto da pandemia, com o setor de turismo e bens de luxo sendo particularmente afetado por uma redução de viagens. Prevê-se que o impacto da quarentena mais ampla leve a economia européia como um todo a uma recessão e atrapalhe as cadeias de suprimentos para, por exemplo, fabricantes de automóveis alemães como a Volkswagen. Antes da quarentena, a Scope Ratings GmbH estimou em 2 de março uma contração anual do PIB italiano em 2020, com o déficit orçamentário passando de 2.5% do PIB. O Berenberg Bank revisou sua previsão para o crescimento econômico italiano em 2020 de -0.3% antes da quarentena para -1.2%. Um economista da consultoria Econom Economics, com sede em Londres, estimou o declínio do PIB da Itália em 2020 em 2% após a quarentena nacional, assumindo que a quarentena seja suspensa dentro do prazo.
O FTSE MIB, índice de ações de referência da Itália, caiu 11% em 9 de março de 2020, quando o mercado reabriu, apelidado de "Segunda-Feira Negra". Os setores particularmente afetados devido ao bloqueio são os setores de hospitalidade, serviços de alimentação, varejo, arte, entretenimento e transporte, totalizando cerca de 23% do produto interno bruto do país. Também se prevê que o turismo, outros 6%, sofra uma crise, com destinos normalmente lotados vazios.